# Sundasciurus jentinki
Sundasciurus jentinki es una especie de roedor de la familia Sciuridae. Es nombrado en honor del zoólogo holandés Fredericus Anna Jentink. 

## Distribución geográfica
Se encuentran en Borneo (Indonesia y Malasia Oriental).

## Hábitat
Su hábitat natural son: zonas tropicales o subtropicales, de bosques áridos.

## Estado de conservación
Se encuentra amenazada por la pérdida de su hábitat natural.